# Pastinaca clausii
Pastinaca clausii är en flockblommig växtart som beskrevs av Calest. Pastinaca clausii ingår i släktet palsternackor, och familjen flockblommiga växter. Inga underarter finns listade i Catalogue of Life.